# Srbijanska malonogometna reprezentacija
Srbijanska malonogometna reprezentacija predstavlja Srbiju na FIFA ili UEFA međunarodnim natjecanjima u futsalu. Nastupa u muškom i ženskom sastavu.

## Uspjesi
Ova malonogometna reprezentacija ostvarila je najveći uspjeh na Europskom malonogometnom prvenstvu održanom u Mađarskoj 2010. godine gdje se plasirala u četvrtfinale. Na svjetskim malonogometnim prvenstvima nije nastupala iako je kroz kvalifikacije izborila nastup na svjetskom prvenstvu koje se održavalo 1992. godine u Hong Kongu. Te godine FIFA je zbog ratnih zbivanja na području bivše Jugoslavije suspedirala Srbijanski nogometni savez.